# Brandy Hellville & the Cult of Fast Fashion
Brandy Hellville & the Cult of Fast Fashion (conocida en español como Brandy Hellville y el culto a la moda rápida y Brandy Hellville y el perverso culto a la moda rápida) es una película documental de 2024 dirigida por Eva Orner, centrada en las prácticas comerciales de la marca de ropa Brandy Melville. La película está basada en el reportaje de Kate Taylor para Insider.

## Antecedentes
La marca de ropa italiana Brandy Melville fue fundada en la década de 1980, y mantiene 95 establecimientos minoristas en más de 15 países. Abrió su primera tienda en Estados Unidos en 2009, dirigida a Westwood (Los Ángeles), cerca del campus de UCLA. En la década de 2010, la marca se volvió extremadamente popular entre las niñas y mujeres jóvenes en los Estados Unidos, donde ahora cuenta con 36 tiendas.
La marca está asociada con un estilo playero y Americana de márketin y decoración, y con modelos y personal delgados y rubios. Los empleados son generalmente mujeres jóvenes de unos 16 años. Brandy Melville generalmente fabrica ropa que se comercializa como de talla única y ha sido criticada por ser exclusiva de muchas formas corporales; la marca se cambió a «talla única» en respuesta a la reacción del público. Esta talla corresponde aproximadamente a una XS o S típica en los Estados Unidos. La marca también ha sido acusada de copiar el trabajo de diseñadores de ropa independientes, y Forever 21 presentó una demanda por infracción de derechos de autor contra ellos en 2016.

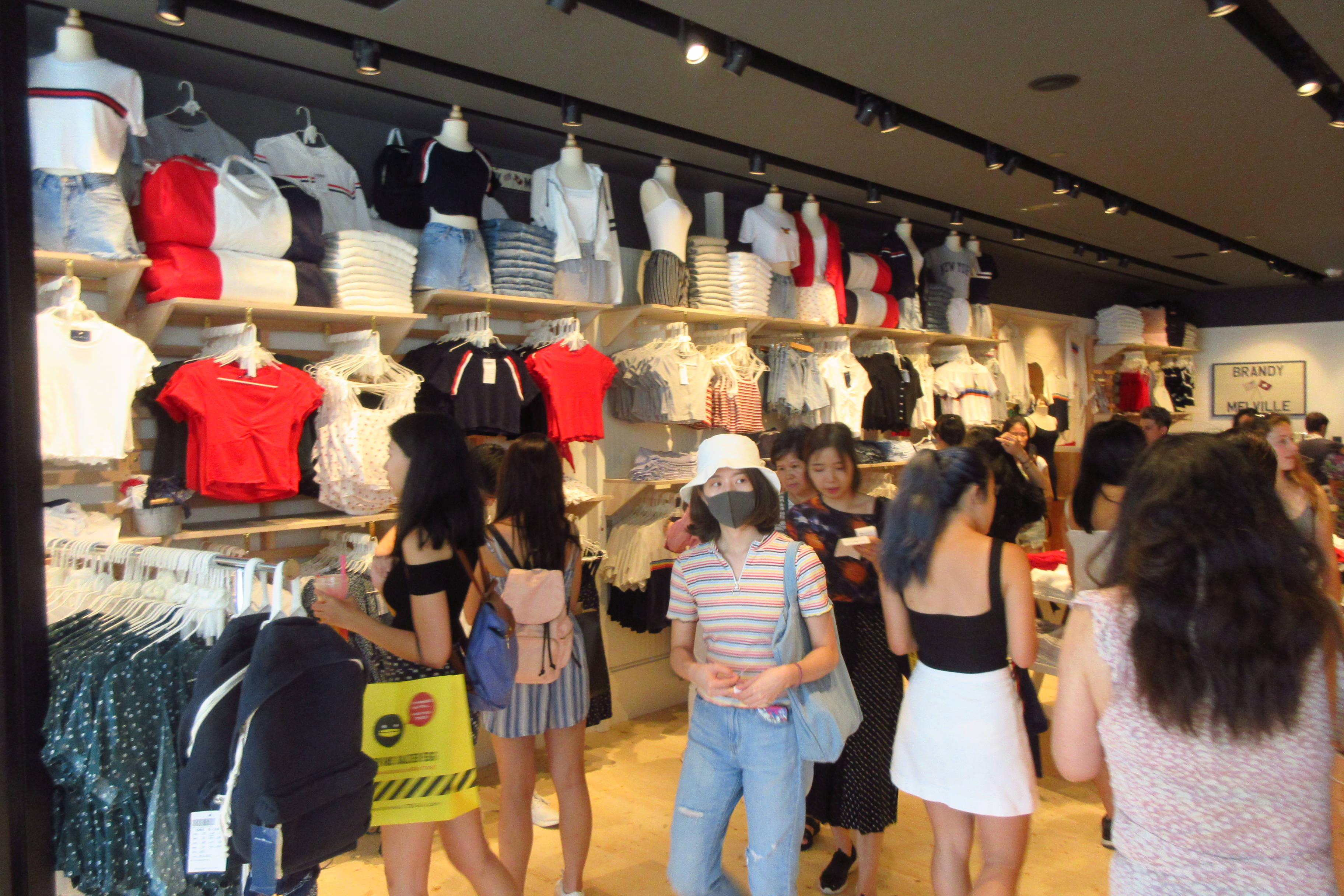
Los clientes compran en una tienda de Brandy Melville en Hong Kong en junio de 2018.

Después de que Kate Taylor publicara un artículo para Insider sobre la supuesta negligencia de Brandy Melville en 2021, la marca no se disculpó y no enfrentó repercusiones financieras. Su mercado ha seguido expandiéndose, particularmente en China, donde su tamaño es aún menor. Un «desafío BM» viral en China anima a las niñas a perder peso para poder usar una falda de Brandy Melville.

## Sinopsis
Brandy Hellville & the Cult of Fast Fashion se centra en las prácticas comerciales de Brandy Melville y detalla acusaciones de antisemitismo, discriminación basada en el peso, interacciones inapropiadas con menores, racismo y agresión sexual. Muchas de estas acusaciones se centran en el fundador y director ejecutivo de Brandy Melville, Stephan Marsan. El documental incluye entrevistas con varias personas afiliadas a la empresa, incluidos exempleados. Las acusaciones de intolerancia se intercalan con discusiones sobre el estatus de moda pronta de la marca.
Brandy Hellville termina con una petición para que la gente boicotee a Brandy Melville.

### Acusaciones de intolerancia
La película describe las acusaciones de la periodista Kate Taylor y exempleados de que Marsan actuaba constantemente de manera racista y de humillación corporal hacia los empleados. Estos incluyen afirmaciones de que a los empleados blancos comúnmente se les asignaban roles de cara al público en las tiendas, mientras que a las personas de color se les asignaban tareas en la parte de atrás, y a los asiáticos se les asignaba específicamente trabajar en la caja registradora; Taylor afirma que se han presentado dos demandas relacionadas con el racismo contra Brandy Melville.
Los exempleados también alegan que los hicieron sentir mal con sus cuerpos, que a algunos empleados se les ofrecieron empleos explícitamente o los despidieron debido a la forma de su cuerpo, y que se obligó a los empleados a tomarse fotografías de cuerpo completo al comienzo de cada turno, enviándolos a Marsan y a un asistente que dirigía la página de Instagram de la marca. Un empleado afirma que Marsan guardó algunas de estas fotografías en un archivo y otro informó haber recibido solicitudes para incluir «el pecho y los pies» de las empleadas en las fotografías de cuerpo completo. Un ex-vicepresidente dice en una entrevista que Marsan despidió a empleados cuyas fotos no le gustaban. Varios empleados dicen que tuvieron trastornos alimentarios mientras trabajaban para Brandy Melville. Varios ejecutivos alegan que Marsan vio la política de «talla única» de la marca como una forma de mantener su exclusividad y que estaba contento de que estuviera siendo criticada.
 
Dos exsocios de Brandy Melville afirman en entrevistas que se enviaron chistes antisemitas, misóginos y racistas en un gran chat grupal de la empresa llamado «Brandy Melville Gags», que incluía una imagen de Marsan vestido como Adolf Hitler y fotos de él burlándose de los negros. Una captura de pantalla incluida en el documental muestra a una mujer demacrada que lleva una faja con las palabras «Miss Auschwitz, 1943». Un antiguo propietario de una tienda afirma que en el chat estaban miembros de la división de fabricación italiana y propietarios de tiendas, así como Marsan y su hermano.
En la película, los exempleados también alegan que Marsan, un autodenominado libertario, hablaba de política con sus jóvenes empleadas y habitualmente se molestaba cuando muchas de ellas expresaban su apoyo a Bernie Sanders. También supuestamente distribuyó copias de La rebelión de Atlas, una novela de Ayn Rand que apoya el capitalismo. Una marca privada de Brandy Melville se llama John Galt, en honor a un personaje de La rebelión de Atlas.

### Acusaciones de agresión sexual
Taylor informa sobre una presunta agresión sexual en el «apartamento Brandy» en SoHo, Manhattan. Los exempleados de Brandy Melville que se quedaron en el apartamento afirman que hombres entraban inesperadamente y, a veces, se quedaban a pasar la noche. En un informe del hospital, una empleada de 21 años alegó que después de que le ofrecieran el apartamento como lugar para quedarse mientras estaba en los Estados Unidos con una visa, se fue a beber con un italiano mayor que inesperadamente también se alojaba en el apartamento. Después de tomar dos tragos, relató que perdió la memoria y se despertó desnuda en el departamento. El informe del hospital decía que había sido «violada por su jefe y no quería denunciarlo» porque temía tener que abandonar Estados Unidos si perdía su trabajo.

### Moda pronta
La película también presenta a Brandy Melville como una empresa de moda pronta. Alega que, si bien la ropa «Made in Italy» suele considerarse lujosa en los Estados Unidos, la ropa de la marca probablemente se fabrica en instalaciones de moda pronta en Prato. Matteo Biffoni, alcalde de Prato, dice en una entrevista que hay varias fábricas de moda pronta en Prato y que algunas utilizan prácticas laborales poco éticas. El documental también afirma que el modelo de negocio de Brandy Melville a veces implica hacer copias casi exactas de la ropa comprada en otros lugares por los empleados, y los exempleados alegan que los ejecutivos a veces se ofrecieron a comprar la ropa que llevaban los empleados para que la marca pudiera copiar y fabricarlos. También describe la forma en que muchas prendas de moda rápida terminan en Acra, Ghana, donde se revenden o se arrojan y terminan en el océano y en las playas.
Taylor analiza la estructura corporativa de Brandy Melville, que Orner describe como inusualmente «caótica». Taylor afirma que una empresa fantasma diferente es propietaria de cada una de las tiendas de la marca, y la marca registrada es propiedad de una empresa en Suiza, una estructura que Orner caracteriza como «no destinada a ser rastreable». Taylor también dice que el propio Marsan prácticamente no tiene presencia en Internet.

## Producción
Brandy Hellville fue dirigida por Eva Orner, basada en informes de Kate Taylor para Insider. Orner afirma que no había oído hablar de Brandy Melville hasta 2022, cuando los productores sugirieron la marca como tema para un documental de investigación.
 
Según los realizadores, Stephan Marsan rechazó ser entrevistado para el documental. Orner afirmó que era difícil encontrar exempleadas para entrevistar porque muchas temían posibles repercusiones y porque muchas empleadas trabajaron para Brandy Melville cuando eran muy jóvenes, lo que significa que ahora son «mujeres jóvenes que se embarcan en carreras o en sus veinte años». Los antiguos empleados se identifican únicamente por su nombre de pila.
La película se estrenó en South by Southwest y se estrenó en HBO el 9 de abril de 2024. Tiene una duración de 91 minutos.

## Recepción
Una reseña en The New York Times señaló que antes se habían realizado documentales con temas similares, citando White Hot: The Rise & Fall of Abercrombie & Fitch como un ejemplo. Sin embargo, el crítico afirmó que el documental se distinguió por su compromiso con la idea de que Brandy Melville es, en cierto modo, una especie de culto, aunque descubrieron que este aspecto estuvo «subdesarrollado» en el transcurso de la película.
Al revisar Brandy Hellville para NPR junto con otros dos «documentales reveladores», Linda Holmes resumió la narrativa como «la historia de cómo las redes sociales ayudaron a crear a un gigante a partir de un montón de camisetas diminutas anodinas». Expresó su aprecio por la discusión sobre la «grosera cultura en las tiendas», y también comparó el documental con White Hot, pero señaló que deseaba centrarse más en la participación de la marca en la moda pronta.